# Giovanni Antonio Campano
Giovanni Antonio Campano, auch Giannantonio Campano oder lateinisch Iohannes Antonius Campanus (* 27. Februar 1429 in Cavelle; † 15. Juli 1477 in Siena), war ein italienischer Humanist und Bischof.

## Biografie

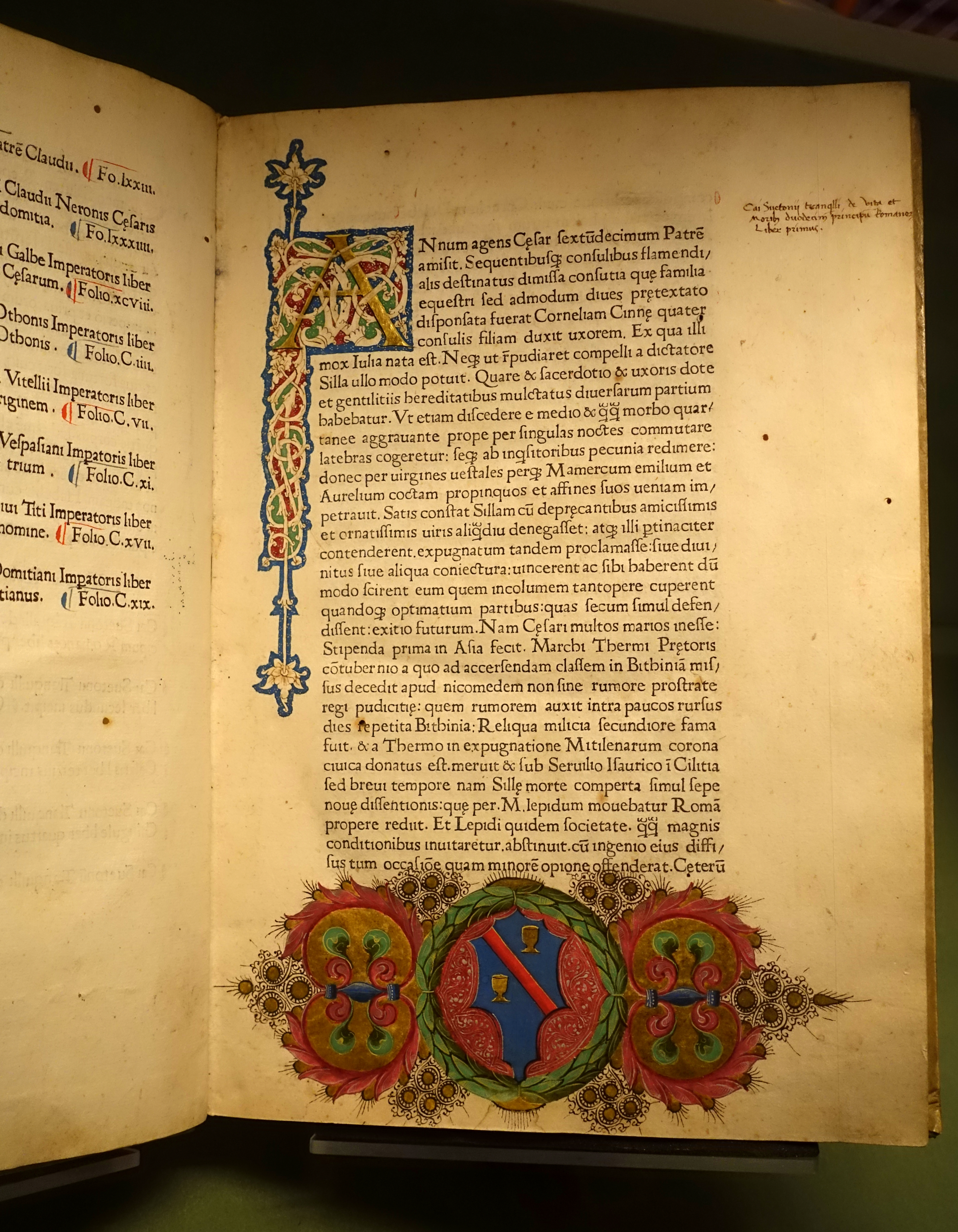
Giovanni Antonio Campano edierte 1470 in Rom Suetons De vita Caesarum – Aus dem Leben der Kaiser

Campano war ein Schützling von Kardinal Bessarion, einem Mitglied des Hofes von Papst Pius II., dem er sowohl das Trauergebet schrieb als auch von 1470 bis 1477 eine schmeichelhafte Biografie voller persönlicher Erinnerungen.
Campanus war berühmt für seine lateinischen Gebete, Gedichte und Briefe. Er war Mitglied der Akademie von Bessarion und nahm auch am römischen Kreis von Pomponio Leto teil. Nach dem Tod des Papstes im Jahre 1464 lehrte Campano an der Florentiner Akademie.
Campano war auch bekannt für seine lateinisch-poetischen Arbeiten. Von einem vierzeiligen Epigramm einer schlafenden Nymphe (Huius nympha loci …) wurde z. B. lange Zeit angenommen, dass es römischen Ursprungs sei, bis es von Theodor Mommsen als Produkt des Renaissance-Humanismus erkannt und durch eine Notiz in einem Manuskript der Biblioteca Riccardiana in Florenz als Werk Campanos identifiziert wurde. Zudem schrieb er auf Latein über das Leben des Condottiere Braccio da Montone.
Während des Krieges zwischen den Angevinen und Aragonesen um den Besitz des Königreichs Neapel wurde Campano in Cavelli, einem Dorf in der Nähe von Galluccio (Provinz Caserta), in bescheidene Verhältnisse hineingeboren. Er arbeitete sechs Jahre lang als Vormund des Sohnes des Adligen Carlo Pandoni. 1452 ging er unter dem Schutz der Familie Baglioni nach Perugia, wo er seine altsprachlichen Kenntnisse unter der Anleitung von Demetrius Chalcondyles um die des Griechischen ergänzte.
Aufgrund seiner Teilnahme an den von den Perugianern 1455 an Papst Kalixt III. entsandten Botschaftern der Loyalität erhielt er nach seiner Rückkehr am 16. November 1455 den Rhetorikstuhl der Universität Perugia.
Nach der im August 1458 erfolgten Erhebung von Enea Silvio Piccolomini als Pius II. auf den Papstthron gehörte Campano erneut zur Delegation von Perugia. Kardinal Giacomo Ammannati stellte ihn am 20. Oktober 1462 Pius II. vor, einem angesehenen Humanisten, der ihn zum Bischof von Crotone in Kalabrien ernannte – der erste in einer Reihe von Bischofssitzen bis Campano schließlich am 23. Mai 1463 zum Bischof von Teramo geweiht wurde. In Rom wurde Campano Sekretär von Kardinal Alessandro Oliva. Nach dem Tod von Oliva im Jahr 1463 trat Campano in den Dienst der Familie des Neffen des Papstes, Francesco Todeschini Piccolomini (der kurze Zeit später als Pius III. Papst wurde), den er 1471 nach Deutschland begleitete. Nach dem Tod von Pius II. verschlechterten sich die Beziehungen zu Paul II. immens, dennoch wurde eine Verfolgung des Humanisten vermieden. Am 7. März 1469, dem Thomasfest, schrieb Campano seine jährliche Auszeichnung zu Ehren des "doctor angelicus" für das "studium generale" von Santa Maria sopra Minerva, der zukünftigen Päpstlichen Universität Heiliger Thomas von Aquin, Angelicum.
Unter Sixtus IV. wurde er zum Gouverneur von Todi (1472) und Città di Castello (1474) ernannt, aber ein von ihm vorgebrachter Vergleich der päpstlichen militärischen Aktivitäten mit denen der Türken, den er in einem kritischen Brief an Papst Sixtus IV. äußerte, brachte ihn endgültig in Ungnade.
Er starb in Siena und wurde dort im Dom begraben.
Das von Michele Ferno herausgegebene und in Rom veröffentlichte Buch Omnia Campani opera enthält eine einführende Biographie Campanos. Eine zweite Ausgabe erschien 1495 in Venedig.

## Schriften
- Commentarii rerum memorabilium quae temporibus suis contigerunt (Pius II papa)
- Epistularum libri IX
- Oratio in conventu Ratisponensi ad exhortandos principes Germanorum contra Turcos habita
- Vita Pii II Pontificis Maximi